# Radom

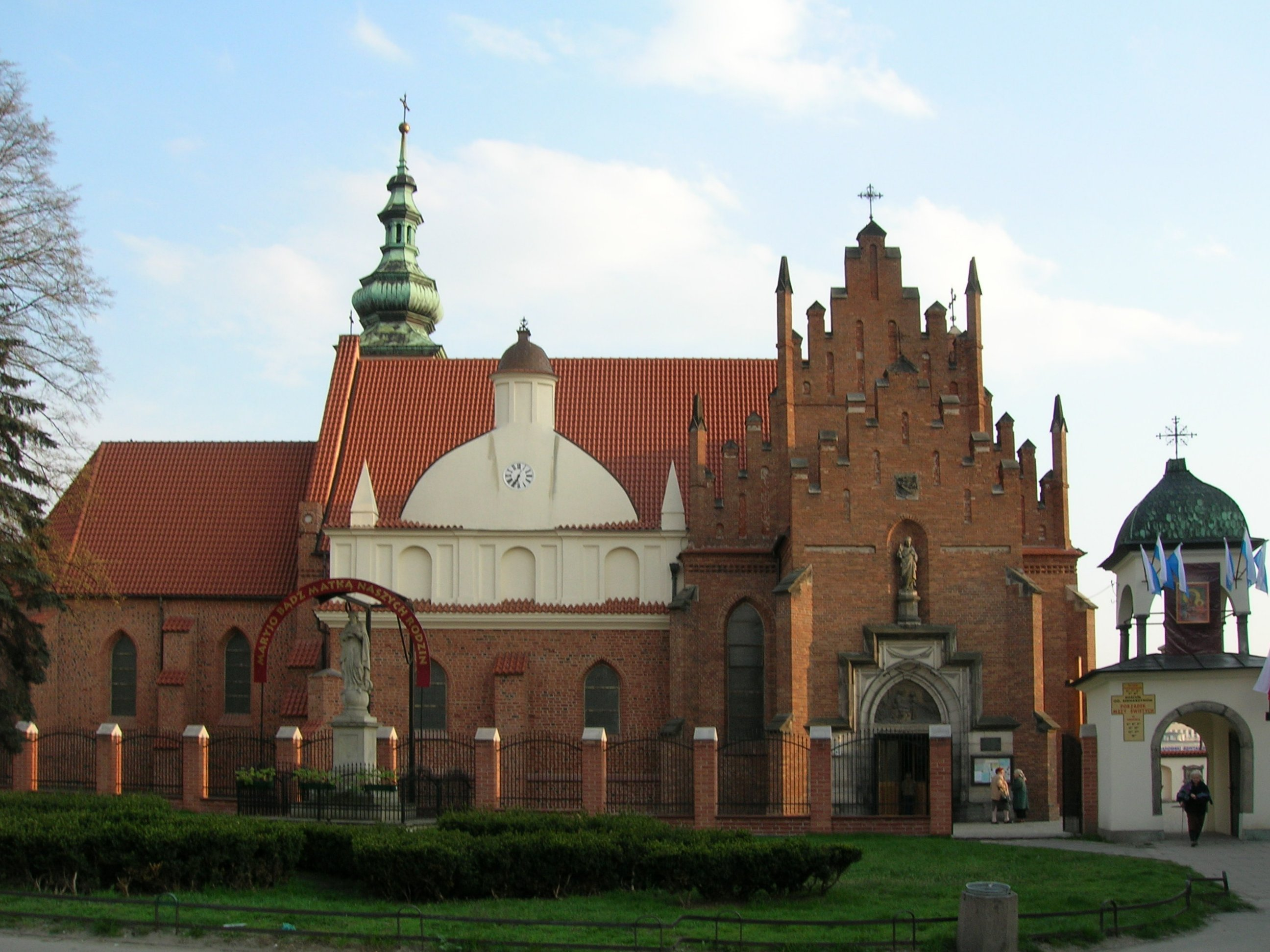
Nhà thờ

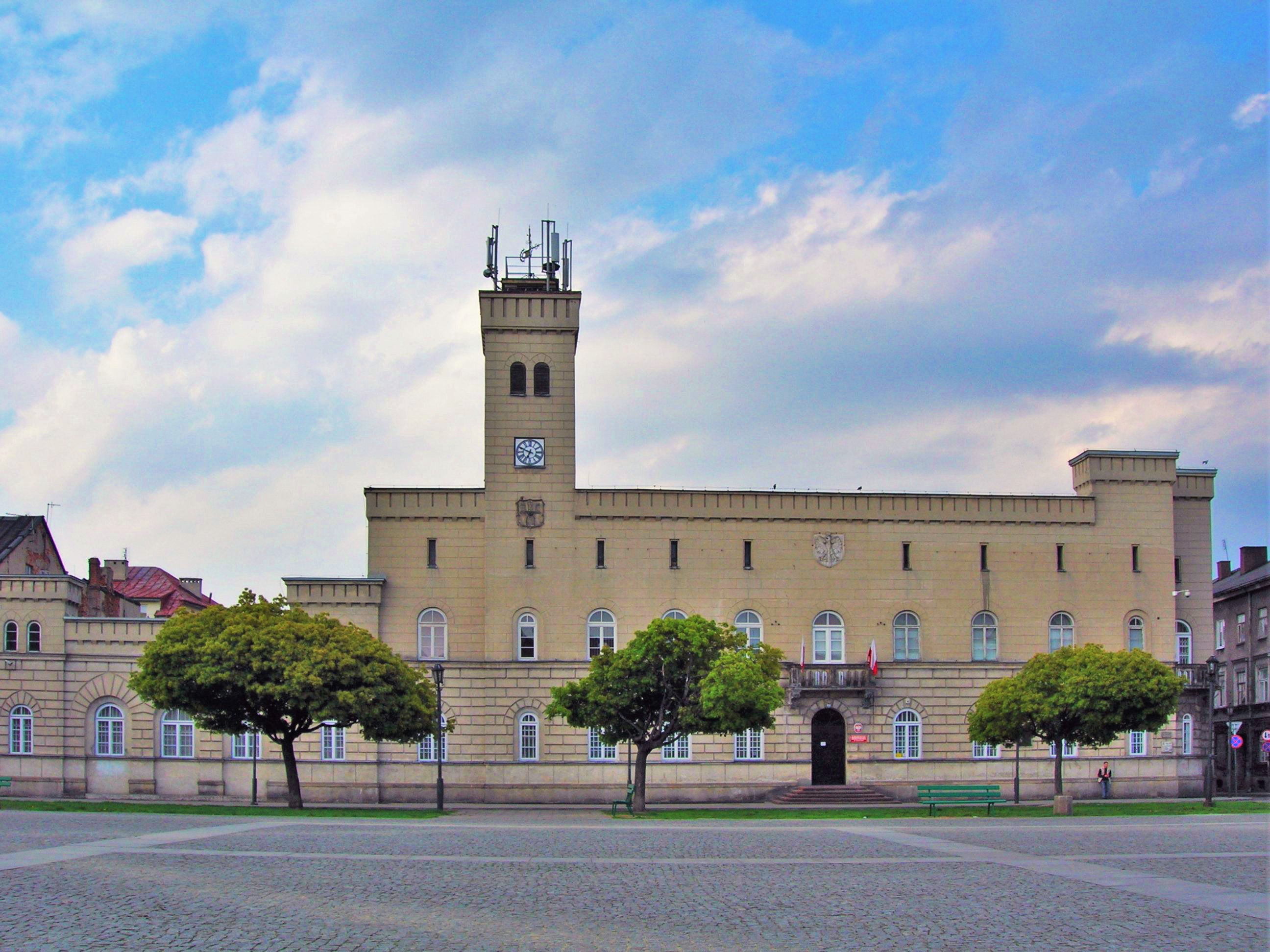
Toà thị chính

Radom [ˈradɔm] là thành phố Ba Lan với 223.397 dân (31/12/2009). Thành phố nằm bên sông Mleczna ở tỉnh Masovia (từ năm 1999), trước đó là thủ phủ của tỉnh Radom (1975–1998); cự ly 100 km về phía nam thủ đô Ba Lan, Warsaw. Thành phố này có diện tích 111,7 km2, dân số là người.
Đây là nơi hai năm một lần tổ chức Triển lãm hàng không Radom, một triển lãm hàng không lớn nhất ở Ba Lan, được tổ chức trong ngày cuối tuần cuối cùng của tháng tám. "Radom" cũng là tên không chính thức phổ biến cho một loại súng lục bán tự động 9 mm.
Radom được thành lập năm 1340, và nó thuộc về tỉnh Sandomierz (một phần của Tiểu Ba Lan) Vương quốc Ba Lan, sau này là Ba Lan-Litva. Các ngành công nghiệp chính bao gồm da, thủy tinh, và hóa chất. 

## Kết nghĩa
Radom kết nghĩa với:
| - Banská Bystrica ở Slovakia (since 2001) - Daugavpils ở Latvia - Homyel ở Belarus - Ozyory ở Nga - Ploieşti ở România |  | - Stara Zagora ở Bulgaria - Ternopil ở Ukraina - Talavera de la Reina ở Tây Ban Nha - Magdeburg ở Đức - Prilep ở Macedonia |